# Hans Jacob (Übersetzer)
Hans Jacob (* 20. November 1896 in Berlin; † 6. März 1961 in Paris) war ein deutscher Schriftsteller, Übersetzer und Dolmetscher.

## Leben
Hans Jacob war Sohn eines Kaufhausbesitzers, er hatte zwei Brüder, der Journalist Kurt Michael Caro war ein Vetter. Er wuchs nach dem frühen Tod seiner Eltern bei seinem Onkel auf. Durch ein französisches Kindermädchen wuchs er zweisprachig auf, zudem besuchte er das Französische Gymnasium Berlin. 1912 wurde er bereits als Gymnasiast von Herwarth Walden engagiert, um für die Zeitschrift Der Sturm die futuristischen Manifeste von Filippo Tommaso Marinetti zu übersetzen. In den folgenden Jahren bis 1930 übersetzte er französische Literatur für den Gustav Kiepenheuer Verlag und andere Verlage, unter anderem von Molière, Voltaire, Joris-Karl Huysmans, Alfred de Musset, Honoré de Balzac und Raymond Radiguet. Neben seiner Übersetzertätigkeit schrieb er Aufsätze und Kritiken und war Dramaturg des von Rosa Valetti geleiteten Kabaretts Die Rampe.
Im Jahr 1914 machte er ein Notabitur und war bis 1918 Soldat im Ersten Weltkrieg. Nach dem Ersten Weltkrieg begann er ein Studium der Romanistik in München und veröffentlichte 1921 eine Biografie über Arthur Rimbaud. Ab 1922 war er Mitglied des PEN-Club. Mitte der 1920er Jahre zog er nach Wien, wo er für den Zsolnay Verlag die erste deutsche Proust-Gesamtausgabe beginnen sollte, wozu es aber wegen Vertragsschwierigkeiten mit dem Pariser Verlag Gallimard nicht kam.
1926 trat er beim Auswärtigen Amt eine Stelle als Konferenzdolmetscher an, die er bis 1933 innehatte, dabei kam es zu einer Konfrontation mit Reinhard Heydrich. 1928 veröffentlichte er einen eigenen Roman und 1930 seine letzte Literaturübersetzung, danach war er nur noch als Dolmetscher tätig.
Ab 1933 lebte Jacob im Exil, zunächst in Frankreich, ab 1939 in den USA. Er arbeitete fürs Radio und ab 1946 wieder als Konferenzdolmetscher. Die letzte Station seiner Karriere war als Chefdolmetscher der UNESCO in Paris. Im Jahr 1960 wurde er in die Ehrenlegion aufgenommen.

## Schriften

### Eigene Schriften
- Das Leben des Dichters Jean-Arthur Rimbaud. München: O.C. Recht 1921.
- Heimkehr. Ein Schauspiel in 3 Akten. Potsdam: Kiepenheuer 1921.
- Christiana oder Spiel des Zufalls. Berlin: Knaur 1929.
- zus. mit Kurt R. Grossmann: The German Exiles and the "German Problem". In: Journal of central European affairs, 1944.
- Briefe an meine Tochter. Saarlouis: Felten 1948.
- Kind meiner Zeit. Lebenserinnerungen. Köln: Kiepenheuer & Witsch 1962.

### Übersetzungen
soweit nicht anders angegeben, aus dem Französischen:
- Honoré de Balzac: Albert Savarus
- Honoré de Balzac: Beatrix
- Honoré de Balzac: Dinah Piédefer oder die Muse des Departements
- Honoré de Balzac: Ferragus. Die Geschichte der Dreizehn
- Honoré de Balzac: Das Mädchen mit den Goldaugen
- Honoré de Balzac: Modeste Mignon
- Hilaire Belloc: Millionär wider Willen (aus dem Englischen, zus. mit Hellmuth Wetzel)
- Mario von Bucovich: Paris
- Colette: Chéri
- Colette: Chéris Ende
- Paul Colin: James Ensor
- Anatole France: Die Vormittage der Villa Said
- Paul Gauguin: Briefe
- Maurice Leblanc: Arsène Lupin – der blaue Diamant
- Maurice Leblanc: Arsène Lupin – die Dame mit den grünen Augen
- Eugène Montfort: Camorra
- Alfred de Musset: Die beiden Geliebten
- Luigi Pirandello: Das Leben, das ich dir gab (aus dem Italienischen)
- Raymond Radiguet: Das Fest
- Jacques Rivière: Studien
- Franz Carl Weiskopf: La tragédie tchécoslovaque de septembre 1938 à mars 1939
- Émile Zola: Um eine Liebesnacht und andere Novellen